# La vita di Gesù
La vita di Gesù (Das Leben Jesu) è una delle prime opere del filosofo Georg Wilhelm Friedrich Hegel e fa parte degli scritti teologici giovanili del pensatore tedesco. Fu composta a Berna dal 9 maggio al 24 luglio 1795, sulla base di precedenti abbozzi e scritti.
Il manoscritto originale è custodito alla Biblioteca di Stato di Berlino (Staatsbibliothek Preussischer Kulturbesitz zu Berlin), e fu ultimato da Hegel privo di titolo. Fu Karl Rosenkrantz (1805-1879), che tra il 1840 e il 1843 scrisse la prima e principale biografia di Hegel, a dare per la prima volta notizia dell'esistenza del manoscritto e a dargli il titolo Das Leben Jesu.
Il manoscritto di 19 fogli fu pubblicato per la prima volta nel 1906 a Jena a cura di Paul Roques con questo titolo e sottotitolo: Das Leben Jesu, Harmonie der Evangelien nach eigener Übersetzung. Nach der ungedruckten Handschrift in ungekürzter Form herausgegeben von Paul Roques.

## Contenuto
Il contenuto dell'opera non si allontana dal racconto dei vangeli sinottici. Hegel presenta Gesù come un predicatore che insegnò l'amore per il prossimo e deluse gli ebrei zeloti, l'apostolo Giuda e i sommi sacerdoti che attendevano un Messia politico che li avrebbe liberati dai romani. Giovanni Battista nella sua predicazione aveva annunciato quale fosse la missione di Gesù ma non fu capito. Da qui il tradimento di Giuda Iscariota e il giudizio della folla che acclama la salvezza di Barabba preferibile come Messia politico a Gesù Messia religioso.
Il sinedrio favorevole al dominio romano trasse da questa alleanza con Roma un potere duraturo su Israele e presentò Gesù come un nemico per i romani, quando in realtà minava il loro potere temporale e religioso. L'accusa a Gesù di bestemmia era punita con la morte dalla legge ebraica ma non da quella romana e per questo il sinedrio lo presentò colpevole di cospirazione perché fosse punito dai romani. Scuoteva i membri del sinedrio un predicatore che si professava figlio di Dio, diretto discendente di re Davide che non riconosceva l'autorità di Caifa, e che ai dodici membri del sinedrio "sostituiva" dodici apostoli con compiti "sacerdotali", predicare, scacciare demoni, rimettere peccati.  Da parte di Ponzio Pilato nessuna condanna morale o religiosa fu emessa ma soltanto politica come testimonia il cartiglio della sentenza ("Gesù nazareno re dei giudei") affissa sulla croce, la pena prevista per chi, pretendendo di essere re, sovvertiva l'ordine romano.
Hegel non si sofferma sull'incarnazione di Gesù in Maria Vergine né sui suoi miracoli e nel descrivere l'ultima Cena, evidenzia la storicità dell'evento ricordando come era usanza degli arabi mangiare lo stesso pane e bere lo stesso vino per stringere un'amicizia duratura. Nel contempo traccia un parallelo simbolico del corpo e sangue di Gesù con il pane e vino, e tra la Pasqua ebraica e quella di liberazione in Egitto, con esplicito riferimento al patto tra Dio e il suo popolo: 
L'opera parla di spirito dell'uomo comune con Dio, e del ritorno dello spirito al Padre dopo la morte ma non accenna alla risurrezione del corpo dopo la morte per crocifissione.

## Analisi critica
Nella sua opera Hegel vuole presentare una esposizione "oggettiva" di Gesù basandola su documenti ritenuti storici, quali i Vangeli (in particolare quello di Giovanni) dai quali però viene espunto ogni riferimento che non sia possibile verificare razionalmente.
La vita e la dottrina di Gesù sono descritti e interpretati da Hegel alla luce della religione di tipo kantiano ("entro i limiti della pura ragione") basandosi solo su ciò che è riscontrabile empiricamente e aderendo al programma kantiano dell'eliminazione delle istituzioni ecclesiastiche sostituite dalla semplice razionalità morale.
Hegel sostiene che «Gesù ha essenzialmente insegnato l'imperativo categorico kantiano:  "Agite secondo una massima tale che, ciò che voi volete che valga come legge universale tra gli uomini, valga anche per voi: questa è la legge fondamentale della moralità, il contenuto di tutte le legislazioni e dei libri sacri di tutti i popoli." ».
Hegel, sulla scia della razionalità kantiana finalizzata alla renovatio dell'uomo, accomuna Gesù a Socrate «nel rivendicare il ruolo specifico dell'insegnamento (Unterricht), non quello di alimentare la predica (Predigt) dei ministri del culto ecclesiastico».
Secondo Hegel, il Regno di Dio non è generato dall'attesa di un Messia che avrebbe ripristinato lo splendore del culto divino giudaico e dello Stato, bensì -secondo l'esortazione di Gesù stesso- dal miglioramento interiore degli uomini. Il miglioramento è coessenziale alla natura umana e consiste nell'adesione della ragione e della volontà alla legge morale, attuando così la propria felicità. Infatti, nelle parole di Gesù, tale miglioramento interiore-adesione è qualcosa di estetico, non più di inflessibile come la legge mosaica o l'imperativo categorico kantiano. Esso è una questione umana immanente di cui viene negata la trascendenza divina.
Similmente, anche nelle Lezioni sulla filosofia della religione afferma che lo Spirito scaturisce dal ritorno di Dio alla vita dopo la morte di croce. L'Incarnazione di Cristo è il particolare che nega l'universale (identificato con Dio Padre); la morte di croce è la negazione dell'Incarnazione e dunque è la negazione di un'altra negazione; la comparsa dello Spirito è il risultato di una terza e ultima negazione che supera la morte nel transito alla nuova vita, nel passaggio dal  Christus patiens  al Christus triumphans. Tale Spirito è per definizione invisibile, incorporeo e immanente e quindi procede dal Corpo di Cristo (prima della Sua morte), ma non è il corpo di Cristo risorto. La Trinità rende, secondo Hegel, la religione cristiana superiore alle altre.
Nelle Lezioni sulla filosofia della religione Hegel distingue tra la fede esteriore e la fede interiore, che identifica con la fede vera e propria nello spirito, fondata sull'idea eterna di verità. La fede interiore idealizzerebbe il Gesù storico, un ebreo utopista rivoluzionario, e trasformerebbe un essere umano morto in un uomo-Dio risorto. La risurrezione avrebbe luogo nella fede interiore di una comunità che si trova davanti alla negazione della vita e alla contraddittorietà della morte di Dio: risolvere questo paradosso è una necessità della ragione che creerebbe il mito della risurrezione. Secondo Hegel, essa non sarebbe né un miracolo né un fatto storico empericamente avvenuto.

## Influenze
L'opera condizionò fortemente l'omonima Vita di Gesù o Esame Critico della Sua Storia di David Friedrich Strauß e la sua teoria del mito di Gesù.